# Oswaldo Tagliavini
Oswaldo Tagliavini (Matão, 25 de outubro de 1918 – 10 de outubro de 2008), foi um jornalista, escritor e militante político. Se tornou conhecido por sua participação no movimento nacionalista e espiritualista da Ação Integralista Brasileira - AIB (1932-1937).

Filho e neto de Italianos, sofreu perseguição pelos descendentes de portugueses que permaneceram assentados no Brasil, de maioria Portuguesa, que chamavam os Ítalo-Brasileiros de "Carcamanos".

## Origem
Oswaldo nasceu em 25 de outubro de 1918, na região central do Estado de São Paulo, no Município de Matão, filho mais novo dos imigrantes italianos Virgilio Odorico Angelo Tagliavini (1869-1951) e de Adele Rossi (1869-1948). Na juventude, alternou os estudos com as práticas esportivas, dentre elas sua paixão, o futebol, na equipe fundada por seu irmão Estrela de Ouro.

## Integralismo
Fundada em outubro de 1932 no Estado de São Paulo, a Ação Integralista Brasileira (1932-1937) se expandiu rapidamente para o interior do país, tendo alcançado o Município de Matão, onde conseguiu eleger o Chefe Integralista do município Sr. Januário Groppa como o vereador mais votado de 1936. Oswaldo Tagliavini “prestou juramento à Ação Integralista Brasileira em 21 de agosto de 1934, no mesmo dia em que era fundado o Núcleo Municipal da Ação Integralista em Matão”.
Com o crescimento do Núcleo Integralista de Matão, o camisa-verde Oswaldo Tagliavini exerceu três cargos: Secretário Municipal de Finanças, Secretário Municipal de Propaganda e Chefe do Departamento Infanto-Juvenil, tendo reunido sobre seu comando centenas de camisas-verdes, em um cenário heterogêneo de reunião no Município, promovendo atividades de assistência e eventos cívicos. Segundo a pesquisadora Lilian Tavares de Bairros Ferreira: “A AIB teve um grande número de adeptos e simpatizantes, atraindo homens e mulheres que, em um curto período de tempo, se multiplicavam em vários subnúcleos para disseminar os interesses da doutrina Integralista”.

### A Batalha da Praça da Sé
Aos 16 anos, Oswaldo Tagliavini participou do fatídico comício de celebração dos dois anos de existência da Ação Integralista Brasileira realizado na Praça da Sé, em São Paulo, que foi marcado pelo embate entre os integralistas e militantes comunistas e anarquistas. O confronto teve ampla divulgação na mídia nacional e ceifou a vida de dois camisas-verdes: Luiz Schroeder e Caetano Spinelli.
Segundo Tagliavini: “Entocaiados criminosamente nos antigos Prédios Equitativa e Santa Helena, demolidos, prontos para metralhar os indefesos 10.000 camisas-verdes, que iam simplesmente comemorar o segundo aniversário da fundação da AIB, com lindas orações patrióticas, e um escritor teve a petulância de publicar um livro com o título A Batalha da Praça da Sé. Só se foi a Batalha de Dom Quixote de la Macha, de Cervantes, lutando contra um moinho de vento... Os camisas-verdes, na quase totalidade, desfilavam quase sempre desarmados, a não ser talvez alguns escolhidos, que fossem marinheiros ou soldados integralistas. Os marinheiros, que havia mais de 80% fichados na AIB, que felizmente o Chefe Barbosa Lima da Guanabara, conseguira esconder em tempo da polícia da Gestapo Getulista”.

### A Marcha dos 50 mil
A emblemática Marcha dos 50 mil, última manifestação de vulto da Ação Integralista Brasileira, ocorreu no dia 1° de novembro de 1937 na cidade do Rio de Janeiro, então capital da República, tendo sido idealizada em homenagem ao centenário do nascimento do General Couto de Magalhães (1837-1898). A marcha contou com a presença do jovem Oswaldo Tagliavini, que escreveu:“(...) Tudo ocorreu na maior tranquilidade, inclusive o maior desfile realizado até aquele dia no Brasil, de 50.000 homens, tendo interrompido pela primeira vez na história, o trânsito da Avenida Rio Branco, através da qual os camisas-verdes desfilavam em fila de oito, entoando, principalmente o hino oficial da AIB (...)”
No retorno a seus lares, uma tragédia ocorreu: o trem que transportava os camisas-verdes aos seus lares descarrilou, supostamente devido a um atentado promovido pelos seus opositores, próximo à estação de Mesquita, Município do Rio de Janeiro, ferindo inúmeros e tirando a vida de três militantes: Bernardino M. da Silva, Almeirin de José Tavares e Saturnino de Almeida Paiva. As fotos do ocorrido foram amplamente divulgadas pela revista Anauê!, sob o título “Um atentado contra a Nação”.

### Militância no Pós-Guerra
Com o lançamento da candidatura de Plínio Salgado, Chefe Nacional da AIB, pelo Partido de Representação Popular – PRP (1945-1965), durante as eleições de 1955, antigos militantes da Ação Integralista Brasileira se organizaram para obter o maior número de votos possíveis ao candidato no Município de Matão, tendo alcançado o número de 150 votos.
O retorno à militância política, após esta no Convento, foi algo natural, participando da fundação da União de Resistência Nacional, movimento nacionalista e de combate ao comunismo presidido pelo Promotor Público Mário Moura, alternando a política com o ofício de jornalista, que perdurou por toda sua vida.
Participou nos anos 1990 do Centro de Estudos e Debates Integralistas - CEDI como conselheiro, no Município de Matão, nas articulações para reestruturação do movimento Integralista, ao lado de outros veteranos da Acção Integralista Brasileira e do Partido de Representação Popular.

## Ver Também
- Plínio Salgado
- Ação Integralista Brasileira
- Frente Integralista Brasileira (FIB)
- Integralismo
- Partido de Representação Popular (PRP)
- Movimento Águia Branca
- União Operária e Camponesa do Brasil (UOCB)